# Susan Mary Alsop
Susan Mary Alsop (19 de junio de 1918 - 18 de agosto de 2004) fue una socialite y escritora estadounidense activa en los círculos políticos de Washington D. C. Esposa del columnista Joseph Alsop y descendiente del padre fundador John Jay, su casa de Georgetown acogió a dignatarios y editores durante las décadas de 1960 y 1970, entre ellos John F. Kennedy, Phil y Katharine Graham e Isaiah Berlin, lo que le valió el apodo de "la gran dama de la sociedad de Washington".
En 1939, comenzó a trabajar en la revista Vogue como recepcionista, escritora y modelo. Alsop escribió varios libros y docenas de artículos de revistas. En 1975 publicó una colección de cartas, To Marietta from Paris, seguida de Lady Sackville: A Biography (1978), sobre Lady Victoria Sackville-West. Revisó las carreras de notables diplomáticos americanos Yankees at the Corte: The First Americans in París (1982) y The Congress Dances: Vienna 1814-1815 (1984). Fue editora colaboradora de la revista Architectural Digest, en el que publicó unos 70 artículos.
Alsop falleció en Washington D. C. el 18 de agosto de 2004.